# Rio Boiu
O Rio Boiu é um rio da Romênia afluente do Rio Mureş, localizado no distrito de Hunedoara.